# NGC 1963
NGC 1963 је расејано звездано јато у сазвежђу Голуб које се налази на NGC листи објеката дубоког неба.
Деклинација објекта је - 36° 22' 50" а ректасцензија 5h 32m 10,8s. Привидна величина (магнитуда) објекта NGC 1963 износи 11,5. NGC 1963 је још познат и под ознакама ESO 363-SC5.